# Gymnasium am Treckfahrtstief Emden
Das Gymnasium am Treckfahrtstief, kurz GaT, (heute: Max-Windmüller-Gymnasium) war eines von zwei allgemeinbildenden Gymnasien in der Seehafenstadt Emden in Ostfriesland. Benannt war es nach einem Kanal, dem 23 km langen Treckfahrtstief, der unmittelbar an der Schule vorbeifloss. Im Jahre 2015 zog die Schule in neue Gebäude am Steinweg. Der alte Name war daher nicht mehr passend, so dass die Schule seither ihren neuen Namen trägt. In dem ehemaligen GaT-Gebäude befindet sich nun die Integrierte Gesamtschule Emden.

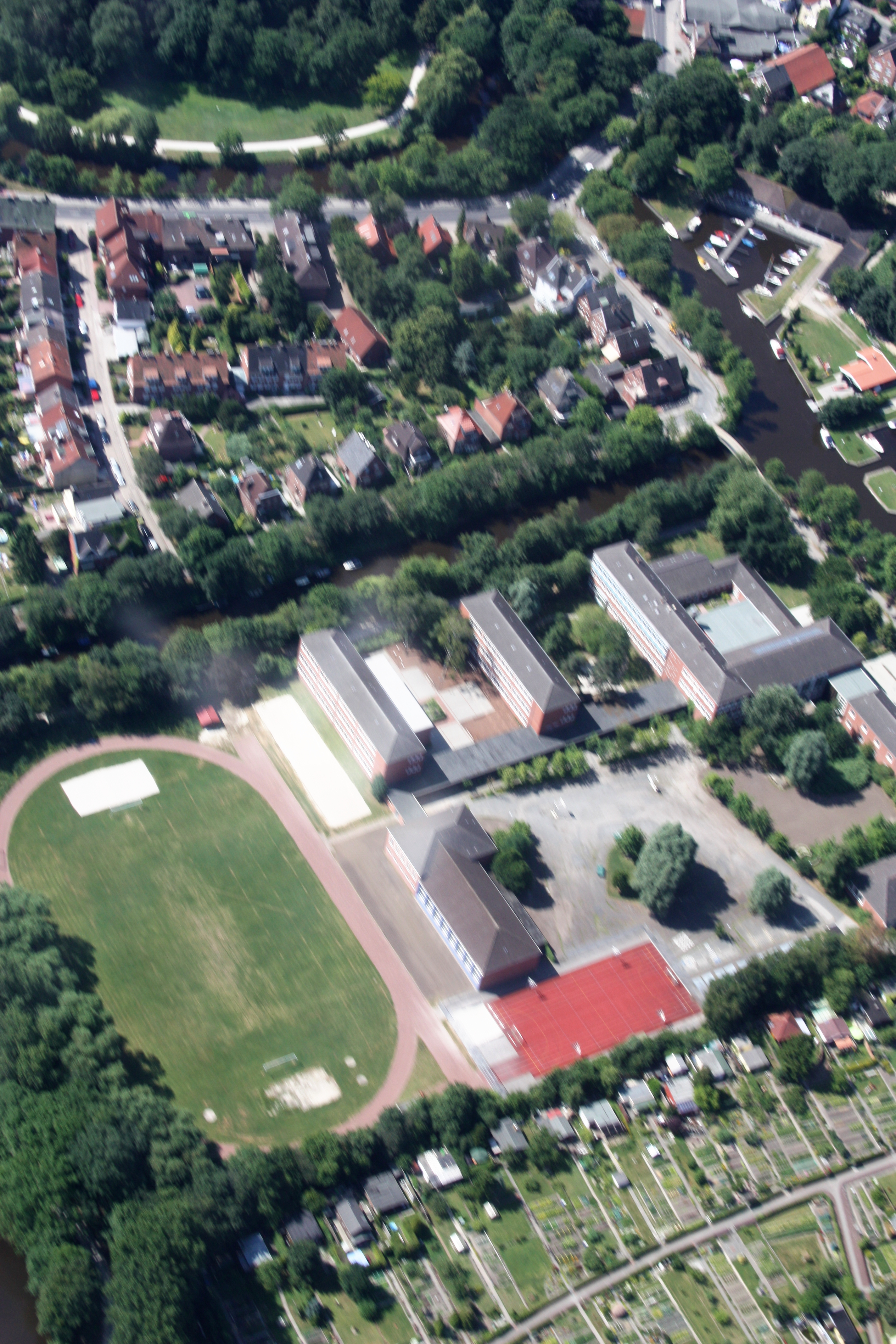
Luftbild von Schule und Sportplatz

## Geschichte des Gymnasiums am Treckfahrtstief Emden bis 2015
Bis Anfang der 1970er Jahre handelte es sich um ein reines Mädchengymnasium, dann wurde die Schule im Rahmen der Koedukation auch für Jungen geöffnet. Sie war eine Ganztagesschule. Das Angebot an Fächern insbesondere nachmittags war zum Teil ein Wahlprogramm.
Die Schule wurde vornehmlich von Schülern aus den östlichen Stadtteilen besucht, während die Kinder und Jugendlichen aus den westlichen Stadtteilen zumeist das Johannes-Althusius-Gymnasium besuchen. Diese Tradition hat sich aus der langjährigen, mittlerweile aber abgeschafften Vorgabe von Einzugsbereichen ergeben. Neben Schülern aus Emden besuchte auch eine kleine Anzahl von Schülern aus den Nachbargemeinden Hinte und Ihlow das Gymnasium.
Beim ersten niedersächsischen Zentralabitur im Jahr 2006 erreichten die Abiturienten des Gymnasiums mit 2,53 die beste Durchschnittsnote im Raum Ostfriesland. Nachdem das GaT bei der ersten Schulinspektion schlecht abgeschnitten hatte, stellte die Nachinspektion im Folgejahr fest, dass in allen Punkten sehr deutliche Verbesserungen stattgefunden haben, sodass die Schule nunmehr zu den besten Niedersachsens gehöre, wie der Schuldezernent damals konstatierte.  
Das GaT war seit längerer Zeit Europaschule und unterhielt offiziell Kontakte zu anderen Schulen im europäischen Ausland, außerdem in Israel und den USA. Diese Kontakte wurden ständig durch häufigen Schüleraustausch vertieft.
Zu den Partnerschulen zählte die Irondequoit High School in Rochester, NY.
An der Schule gab es unter anderem eine Segelgruppe. Als Jugendgruppe von Amnesty International beteiligte sich die Emder Schülergruppe 1727 der Schule an Aktionen zur Freilassung politischer Gefangener.
Am Ende jedes Schuljahres gab die Schule ein Jahrbuch heraus, in dem unter anderem jede Klasse ihren eigenen Beitrag leisten muss.
Das Gymnasium am Treckfahrtstief musste den Beschlüssen des Emder Stadtrates zufolge zum 1. August 2015 den bisherigen Standort im Stadtteil Barenburg aufgeben und einen Neubau am Schulzentrum am Steinweg in Früchteburg unter dem Namen Max-Windmüller-Gymnasium Emden beziehen. 